# Carangoides bajad
Carangue à points orange
Espèce
Statut de conservation UICN

 LC  : Préoccupation mineure
Carangoides bajad, communément appelé Carangue à points orange, est une espèce de poisson marin démersale de la famille des Carangidae qui se rencontre dans les eaux tropicales de l'Indo/ouest Pacifique, Mer Rouge incluse. Il vit dans les récifs coralliens entre 3 et 50 mètres de profondeur. 

## Étymologie
Son nom spécifique, bajad, est la reprise de son nom vernaculaire arabe. 

## Description
Sa taille maximale est de 55 cm mais la taille moyenne couramment observée est de 42 cm. Il est reconnaissable à sa belle livrée plus ou moins tachetée d'or.

Garangue à points orange
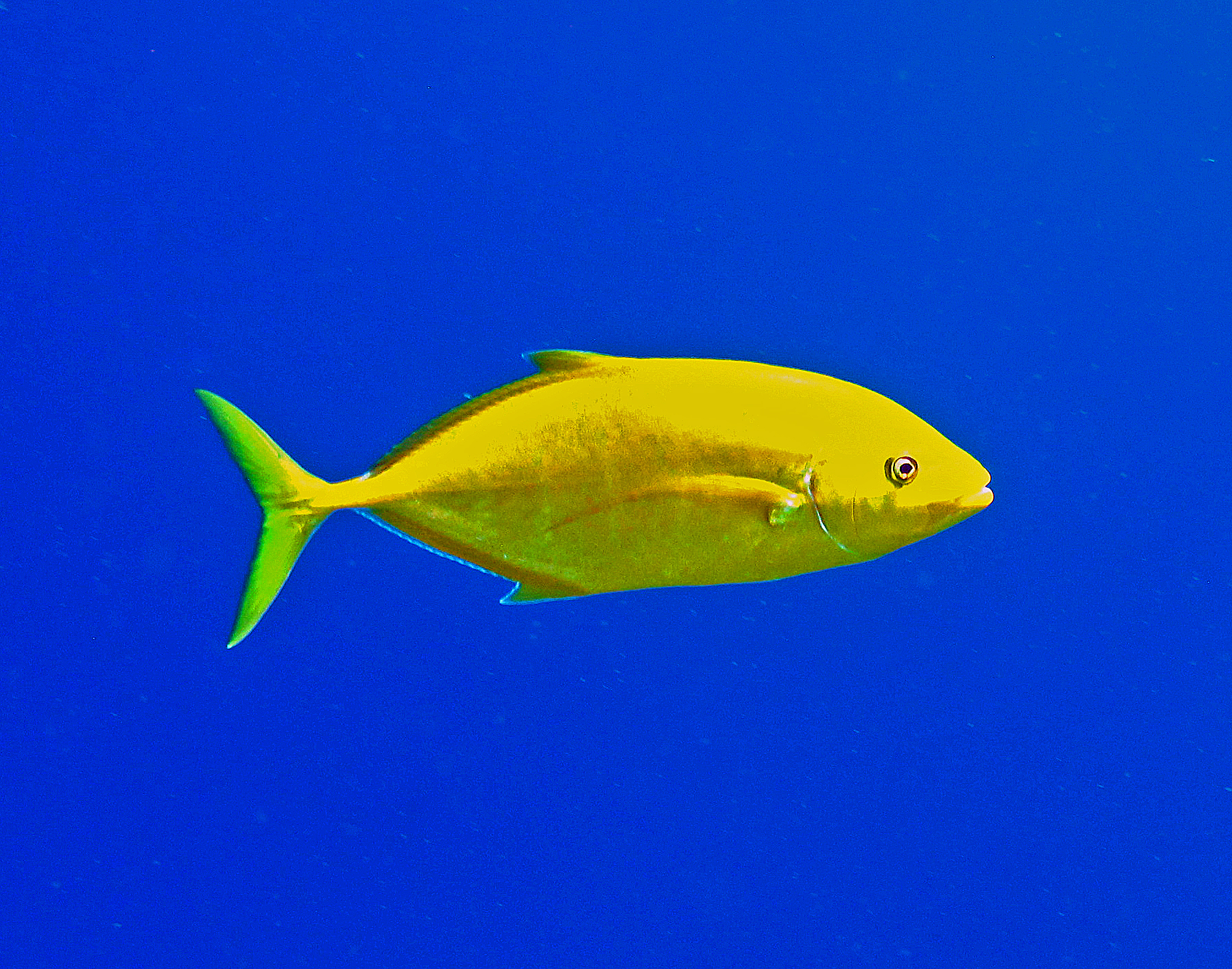
Belle livrée presque entièrement dorée, Mer Rouge, Sharm-el-Sheik, Égypte
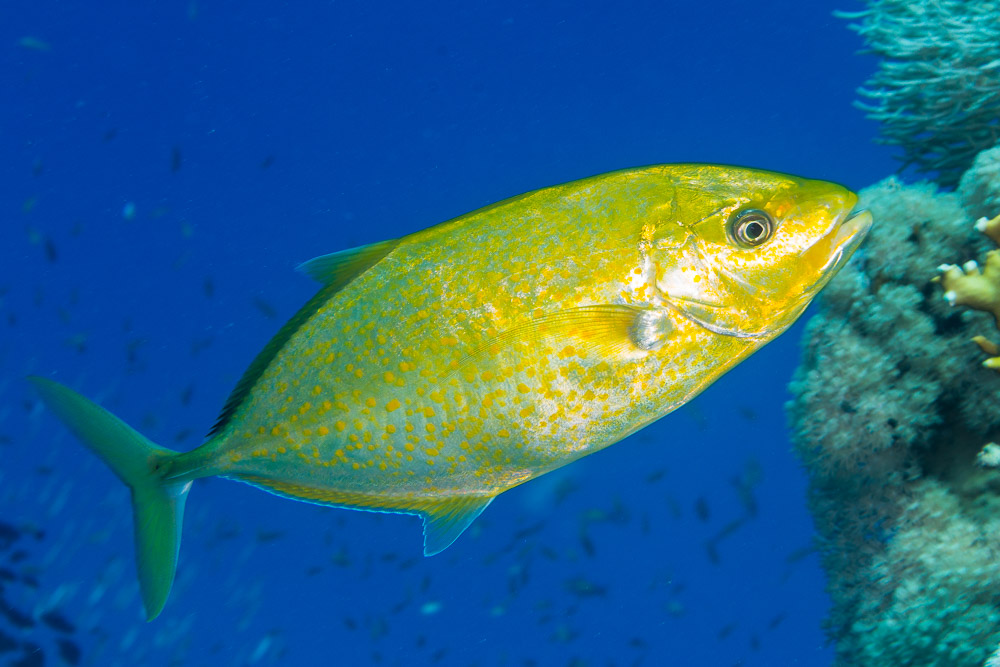
Livrée fortement tachetée d'or, Mer Rouge, Marsa Alam, Égypte
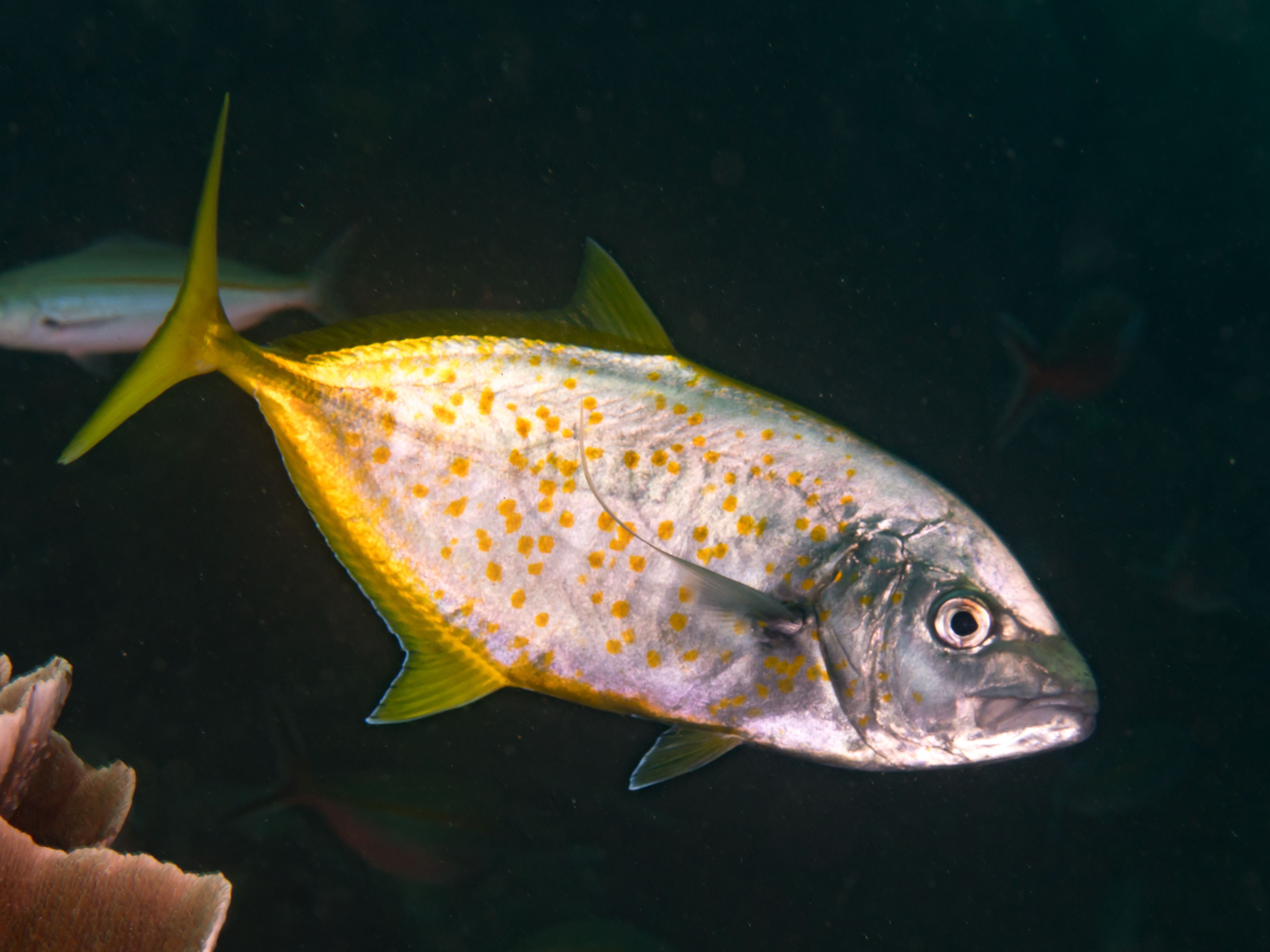
Livrée moyennement tachetée d'or, Océan Indo-Pacifique, îles Raja Ampat, Indonésie

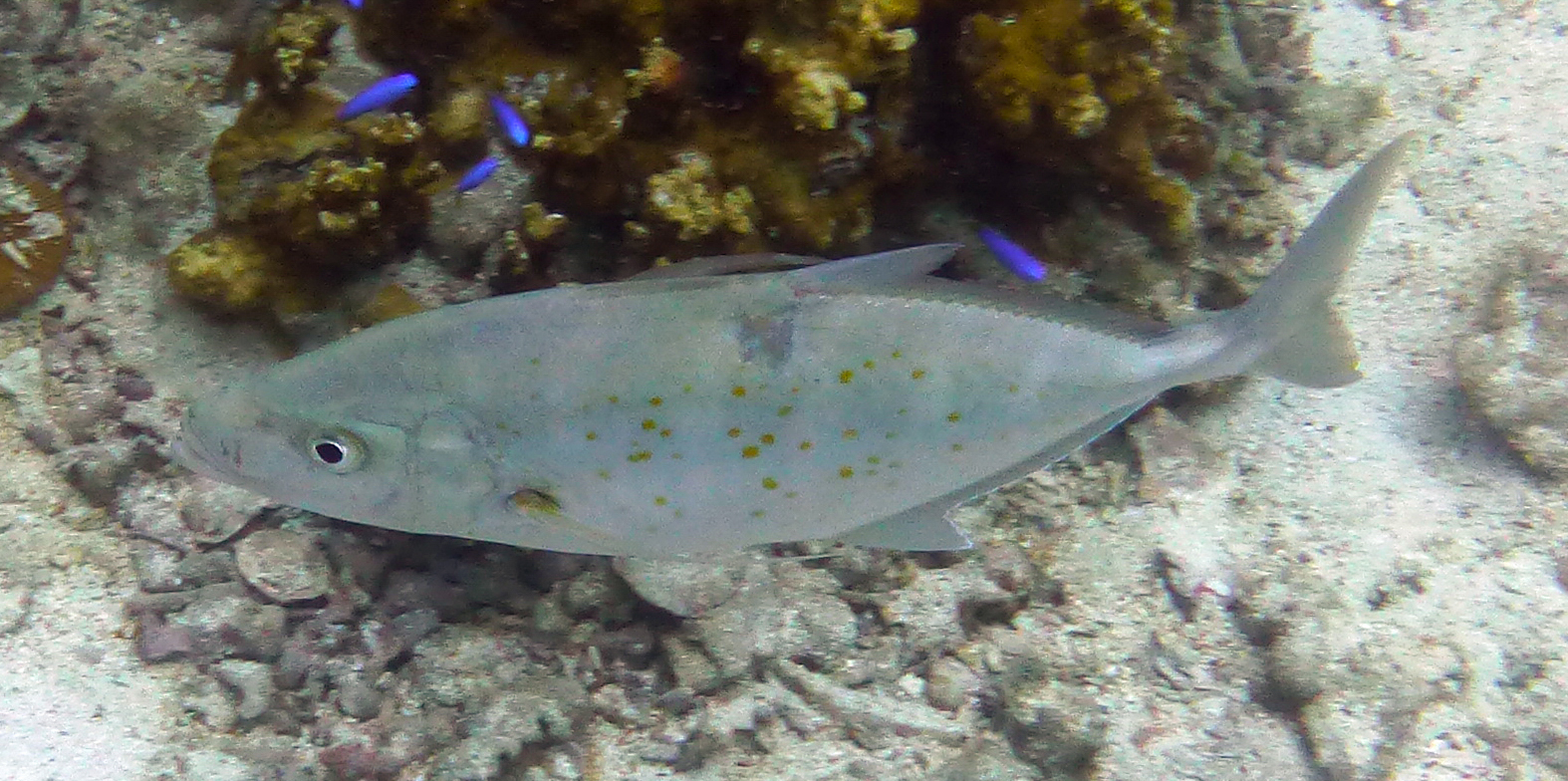
Carangue à points orange très légèrement tacheté d'or, île de Ko Tao, Thaïlande